# Ministerium für Wasserwirtschaft der Volksrepublik China
Das Ministerium für Wasserwirtschaft (Kurzzeichen: 水利部, pinyin: Shuǐlìbù), auch bekannt als MWR (englisch: Ministry of Water Resources), ist ein Ministerium des chinesischen Staatsrats. Es gehört zu den ersten begründeten Staatsbehörden und wurde vielmals umgestaltet.

## Liste der Minister
- Fu Zuoyi: 19. Oktober 1949 – 11. Februar 1958
- Qian Zhengying (钱正英): 23. Februar 1979 – 8. März 1982
- Yang Zhenhuai (杨振怀): 12. April 1988 – 29. März 1993
- Niu Maosheng (钮茂生): 29. März 1993 – 4. November 1998
- Wang Shucheng (汪恕诚): 4. Oktober 1998 – 27. April 2007
- Chen Lei (陈雷): 27. April 2007 – 19. März 2018
- E Jingping (鄂竟平): 19. März 2018  – 28. Februar 2021
- Li Guoying (李国英): seit 28. Februar 2021[2][3]